# Liste von Käthe-Kollwitz-Schulen
Folgende Schulen sind oder waren nach Käthe Kollwitz benannt:
- Käthe-Kollwitz-Schule (Arnstadt) (Später umbenannt in Ludwig Bechstein[1])
- Käthe-Kollwitz-Schule Berufskolleg der Städteregion Aachen (Aachen)
- Käthe-Kollwitz-Schule (Anklam)
- Käthe-Kollwitz-Schule (Bergen, Landkreis Celle)
- Käthe-Kollwitz-Kunstschule (vormals Berlin-Reinickendorf, Raschdorfstraße 6)[2]; im Nachkriegs-West-Berlin politisch links stehend
- Käthe-Kollwitz-Grundschule (Berlin-Lichtenrade)
- Käthe-Kollwitz-Gymnasium (Berlin), vormals Käthe-Kollwitz-Oberschule
- Käthe-Kollwitz-Schule (Böblingen)
- Käthe-Kollwitz-Schule (Bruchsal)
- Käthe-Kollwitz-Gymnasium (Dortmund)
- Käthe-Kollwitz-Gymnasium (Duisburg-Ruhrort)
- Käthe-Kollwitz-Realschule (Emsdetten)
- Käthe-Kollwitz-Schule (Esslingen)
- Käthe-Kollwitz-Schule (Frankfurt-Zeilsheim), siehe Kolonie (Frankfurt am Main)
- Käthe-Kollwitz-Schule (Göttingen), Hauptschule in Göttingen
- Käthe-Kollwitz-Grundschule (Greifswald)
- Käthe-Kollwitz-Gesamtschule (Grevenbroich)
- Käthe-Kollwitz-Berufskolleg (Hagen)
- Käthe-Kollwitz-Gymnasium (Halberstadt)
- Käthe-Kollwitz-Schule (Hannover)
- Käthe-Kollwitz-Schule (Kiel)
- Käthe-Kollwitz-Realschule (Köln-Brück)
- Käthe-Kollwitz-Schule (Langenselbold)
- Käthe-Kollwitz-Gesamtschule (Leverkusen-Rheindorf)
- Käthe-Kollwitz-Gesamtschule (Lünen)
- Käthe-Kollwitz-Schule (Marburg)
- Käthe-Kollwitz-Gesamtschule (Mühlenbeck)
- Käthe-Kollwitz-Gymnasium München
- Käthe-Kollwitz-Grundschule (Nauen)
- Käthe-Kollwitz-Gymnasium (Neustadt an der Weinstraße)
- Grund- und Regelschule „Käthe Kollwitz“ (Nordhausen)
- Käthe-Kollwitz-Schule (Offenbach am Main)
- Käthe-Kollwitz-Gymnasium (Osnabrück) (1961–1990)
- Käthe-Kollwitz-Schule (Recklinghausen)
- Regionale Schule mit Grundschule „Käthe Kollwitz“ (Rehna)
- Käthe-Kollwitz-Berufskolleg (Remscheid)
- Kätze-Kollwitz-Grundschule (Riesa)
- Musikgymnasium Käthe Kollwitz Rostock
- Käthe-Kollwitz-Gymnasium (Salzwedel)
- Käthe-Kollwitz-Grundschule (Schönebeck)
- Käthe-Kollwitz-Schule (Thale), seit 2005 Waldorfschule
- Käthe Kollwitz-Grundschule (Waren (Müritz))
- Käthe-Kollwitz-Schule (Weimar)
- Käthe-Kollwitz-Gymnasium (Wesseling)
- Käthe-Kollwitz-Gymnasium (Wilhelmshaven)
- Käthe-Kollwitz-Grundschule (Lutherstadt Wittenberg)
- Käthe-Kollwitz-Gymnasium (Zwickau)